# 內拉島
內拉島（英語：Nella Island），是南極洲的島嶼，位於維多利亞地的彭內爾海岸，處於戴維斯冰山麓西北面，1962年由澳大利亞的探險隊探索及命名，現時由南極條約體系管理。